# Ef (Band)
ef ist eine Post-Rock-Band aus Göteborg, Schweden, die 2003 gegründet wurde. Der Bandname ef setzt sich aus den Anfangsbuchstaben des Namens ihrer vormaligen Hardcore-Band zusammen.

## Geschichte
Die Band veröffentlichte in den ersten drei Jahren ihrer Band-Geschichte vier Demos auf CD-R, bevor sie im November 2005 ihre erste 7″-Single A Trilogy Of Dreams, Noise And Silence über das Independent-Label „Jezebel Recordings“ veröffentlichten. Im Oktober und November 2005 bestritten sie ihre erste Europa-Tour mit insgesamt 16 Konzerten. 2006 folgte dann das erste Studio-Album Give Me Beauty… Or Give Me Death!, welches über das schwedische Plattenlabel „And The Sound Records“ veröffentlicht wurde, des Weiteren wurde ein Vertrag mit dem japanischen Plattenlabel „Thomason Sounds“ zur Veröffentlichung des Albums unterzeichnet. 2008 folgten die EP Hello Scotland Remixed über „And The Sound Records“, limitiert auf 300 Stück, und das neue Studio-Album I Am Responsible über „And The Sound Records“ und „Thomason Sounds“. 2010 veröffentlichten sie Mourning Golden Morning, wieder über „And The Sound Records“ und als LP über das Deutsche Plattenlabel Kapitän Platte.

## Stil
Ursprünglich als Hardcore-Projekt gestartet, entwickelte sich die Band später durch das Hinzukommen von Niklas Åström weiter zu einem Post-Rock-Projekt. Als wichtigste Einflüsse für diese Entwicklung bezeichnen Tomas Torsson und Daniel Juline die Bands Mogwai und Sigur Rós. Die Musik von ef ist meist ausschließlich instrumental, bei der die Gitarren immer im Vordergrund stehen. Jedoch wird die Musik manchmal auch mit Gesang ergänzt, oder mit exotischen Instrumenten wie zum Beispiel einer Melodica oder einem E-Cello.

## Diskografie
- 2003: Demo I
- 2003: Demo II
- 2004: Demo III: From Landscapes in North to Backstreet in Warzaw
- 2005: Demo IV
- 2005: A Trilogy of Dreams, Noise and Silence (7″ Single)
- 2006: Give Me Beauty... Or Give Me Death!
- 2008: Hello Scotland Remixed (EP)
- 2008: I Am Responsible
- 2010: Mourning Golden Morning
- 2012: Delusions of Grandeur (EP)
- 2013: Ceremonies
- 2016: Vāyu (Split-EP mit Tiny Fingers)
- 2022: We Salute You, You and You